# Amsterdam Machsor

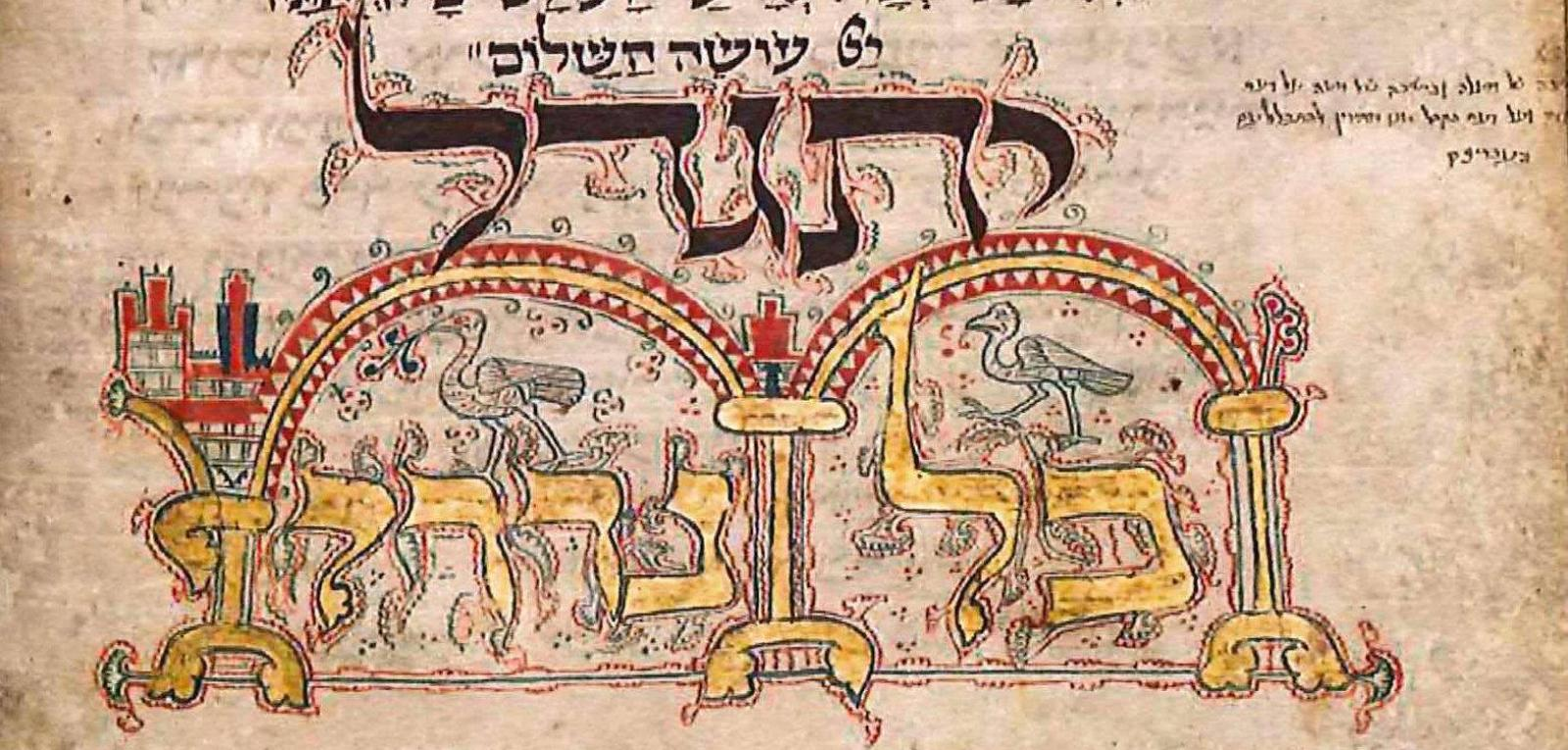
Folium 180v, Ausschnitt

Der Amsterdam Machsor (auch Großer Machsor) ist ein Machsor (Gebetbuch) für die jüdischen Feiertage und besondere Sabbate, der um 1240 vermutlich in Köln gefertigt wurde. Die aufwändig gestaltete Handschrift gehört zu den ältesten erhaltenen Manuskripten dieser Art im deutschsprachigen Raum. 2017 wurde sie für vier Millionen Euro vom MiQua. LVR-Jüdisches Museum MiQua im Archäologischen Quartier Köln und dem Jüdischen Museum in Amsterdam gemeinsam erworben und wird künftig abwechselnd in beiden Städten ausgestellt. 2019 war er nach über 50 Jahren erstmals wieder im Original in Köln zu sehen.

## Geschichte
Der Amsterdam Machsor (machsor ‚Kreislauf, Zyklus‘, Plural Machsorim) ist eines der frühesten illuminierten hebräischen Manuskripte aschkenasischer Herkunft. Es ist davon auszugehen, dass er bei hohen Festtagen in der mittelalterlichen Synagoge Köln genutzt wurde. 1424 wurden die Juden aus Köln vertrieben, und die Synagoge diente fortan als christliche Kapelle; im Zweiten Weltkrieg wurde sie zerstört. Wie die kostbare Handschrift nach Amsterdam gelangte, ist nicht nachvollziehbar.
Anhand einer Notiz im Machsor ist bekannt, dass er sich rund 200 Jahre später im Besitz des in Amsterdam ansässigen Druckers namens Feivesh ha-Levi befand, der unter dem Namen Uri Phoebus ha-Levi bekannt ist. Dieser Drucker und Verleger war ein Enkel von Moses Uri ha-Levi, der der erste Rabbiner einer sephardischen Gemeinde in Amsterdam und damit in Nordeuropa war. Sein Vater Aaron war Kantor der portugiesischen Gemeinde in Amsterdam. Ob Uri Phoebus ha-Levi den Machsor von Vater oder Großvater geerbt hatte, ist ungewiss, zumal das Gebetbuch einen aschkenasischen Ritus und keinen sephardischen dokumentiert. Laut den Notizen in der Handschrift übergab ha-Levi diese 1669 an die Jüdische Gemeinde Amsterdam, von der er sich zuvor im Streit getrennt hatte. Grund für den Streit könnte gewesen sein, dass ha-Levi auf besonderen Rechten bestand, die seiner aschkenasischen Familie von der sephardischen Gemeinde früher zugestanden worden waren. Um sich mit der Gemeinde wieder zu versöhnen, schenkte er dieser den Machsor.
In der Amsterdamer Gemeinde war das Buch bis zum Zweiten Weltkrieg an Festtagen in Gebrauch. Der erste Gelehrte, der sich mit dem Machsor wissenschaftlich beschäftigte, war in den 1920er Jahren Isaac Maarsen (geb. 27. Februar 1892 in Amsterdam; gest. 23. Juli 1943 im Vernichtungslager Sobibor). Er war es, der die Ursprünge der Handschrift im Rheinland vermutete.
Ab 1955 befand sich der Machsor als Dauerleihgabe im Amsterdamer Jüdischen Museum; in Köln war er im Jahre 1963 im Rahmen der Ausstellung Monumenta Judaica – 2000 Jahre Geschichte und Kultur der Juden am Rhein zu sehen.
In den 2010er Jahren wurde er von der Jüdischen Gemeinde zum Kauf angeboten, die Mittel benötigte, um in Amsterdam das Nationaal Holocaust Museum gegenüber der Hollandschen Schouwburg zu errichten. Bedingung beim Verkauf war, dass der Machsor in öffentliche Hand geht. In den Niederlanden steht die Handschrift, die sich trotz ihrer wechselvollen langen Geschichte in ausgezeichnetem Zustand befindet, seit 1988 auf der Liste der erhaltenswerten Kulturgüter.

## Beschreibung
Der Machsor ist 47,5 mal 34 Zentimeter groß, rund acht Zentimeter hoch und besteht aus 331 gebundenen Blättern aus Kalbspergament. Der Einband ist aus Leder und hat zwei kupferne Schließen. Die Blätter sind mit mehrfarbigen Bordüren, leuchtenden Ornamenten und vergoldeten Initialwörtern aufwändig gestaltet. Das Buch enthält die Liturgien zu Rosch ha-Schana, Jom Kippur, Purim, Pessach und Schawuot. Zudem sind Gesänge und Gebete aus dem Tanach niedergeschrieben, die an den hohen jüdischen Feiertagen vorgetragen wurden. Machsorim, mit deren Hilfe der Kantor die öffentlichen Gebete in der Synagoge leitete, waren hauptsächlich in den jüdischen Gemeinden im Gebiet des Heiligen Römischen Reichs Deutscher Nation in Gebrauch, überwiegend von der Mitte des 13. bis zur Mitte des 14. Jahrhunderts. Der Machsor enthält vergleichsweise wenige übliche Gebete, sondern hauptsächlich liturgische Dichtung (pijjutim), worin er sich wesentlich von den damaligen Gebetbüchern unterscheidet. Diese Hymnen stammen unter anderem aus der Feder von Simeon bar Isaac, eines mutmaßlich in Le Mans geborenen Juden aus Magenza, der vermutlich zwischen 1015 und 1020 starb.
Weder der Herstellungsort noch die Namen des offensichtlich vermögenden Auftraggebers und des Schreibers sind bekannt. Die Besonderheiten der im Buch niedergelegten Liturgie sprechen aber für eine Herkunft aus dem rheinischen Raum, so etwa das Fehlen einer festgelegten Ordnung der Bußgebete zum Versöhnungsfest Jom Kippur, eine Eigenart des in Köln praktizierten Ritus. Die prächtige Bebilderung – darunter Löwen, Greifen, ein Pfau und ein Kastell – sowie die elegante Kalligrafie der hebräischen Quadratschrift weisen auf die Herkunft aus einer Metropole hin, wo die Schreiber ein entsprechend hohes künstlerisches Niveau vorwiesen; im Rheinland kam zu dieser Zeit als solche nur Köln in Frage. In einer kleinen, später hinzugefügten Notiz ist Köln zudem erwähnt.
Die Datierung beruht unter anderem auf dem Fakt, dass Menschen in diesem Buch mit Gesichtern abgebildet sind. In späteren Zeiten wurde in hebräischen Handschriften im deutschen Sprachgebiet dazu übergegangen, Bildnisse von Menschen mit Tierköpfen zu versehen, um nicht gegen das biblische Bilderverbot zu verstoßen.
Die Seiten des Machsor wurden – mutmaßlich im späten 19. Jahrhundert – nummeriert, mit hebräischen wie auch mit arabischen Zahlen, wobei einige Seiten ausgelassen wurden. Vermutlich befanden sich diese Seiten zeitweilig an einem anderen Ort und wurden erst später wieder eingefügt. Die Seite mit den Gebeten zu Beginn von Jom Kippur fehlt ganz. Da sie sicherlich besonders reich illustriert war, wurde diese entwendet, so die Vermutung.

## Erwerbung der Handschrift
Im Dezember 2017 erwarb der Landschaftsverband Rheinland gemeinsam mit dem Jüdischen Museum Amsterdam den Amsterdam Machsor für vier Millionen Euro von der Jüdischen Gemeinde Amsterdam. Von deutscher Seite aus wurde der Kauf mit finanzieller Unterstützung der Kulturstiftung der Länder, der Ernst von Siemens Kunststiftung, der C.L. Grosspeter Stiftung, des Rheinischen Sparkassen- und Giroverbandes, der Sparkasse KölnBonn sowie der Kreissparkasse Köln möglich. Der Machsor soll das Herzstück des im Bau befindlichen Kölner Museums MiQua bilden, dessen Eröffnung ursprünglich für 2021 geplant war. Die Handschrift soll im Jahreswechsel in Köln und in Amsterdam zu sehen sein. Geplant ist zudem die Erstellung einer digitalen Ausgabe des Machsor, die von den Besuchern durchgeblättert werden kann und auch das Original vertritt, wenn es sich im jeweils anderen Museum befindet. Von September 2019 bis Januar 2020 wurde der Machsor erstmals seit 1963 wieder in Köln gezeigt. Die Ausstellung fand im Kölner Wallraf-Richartz-Museum statt, da das neue jüdische Museum MiQua noch nicht eröffnet ist.

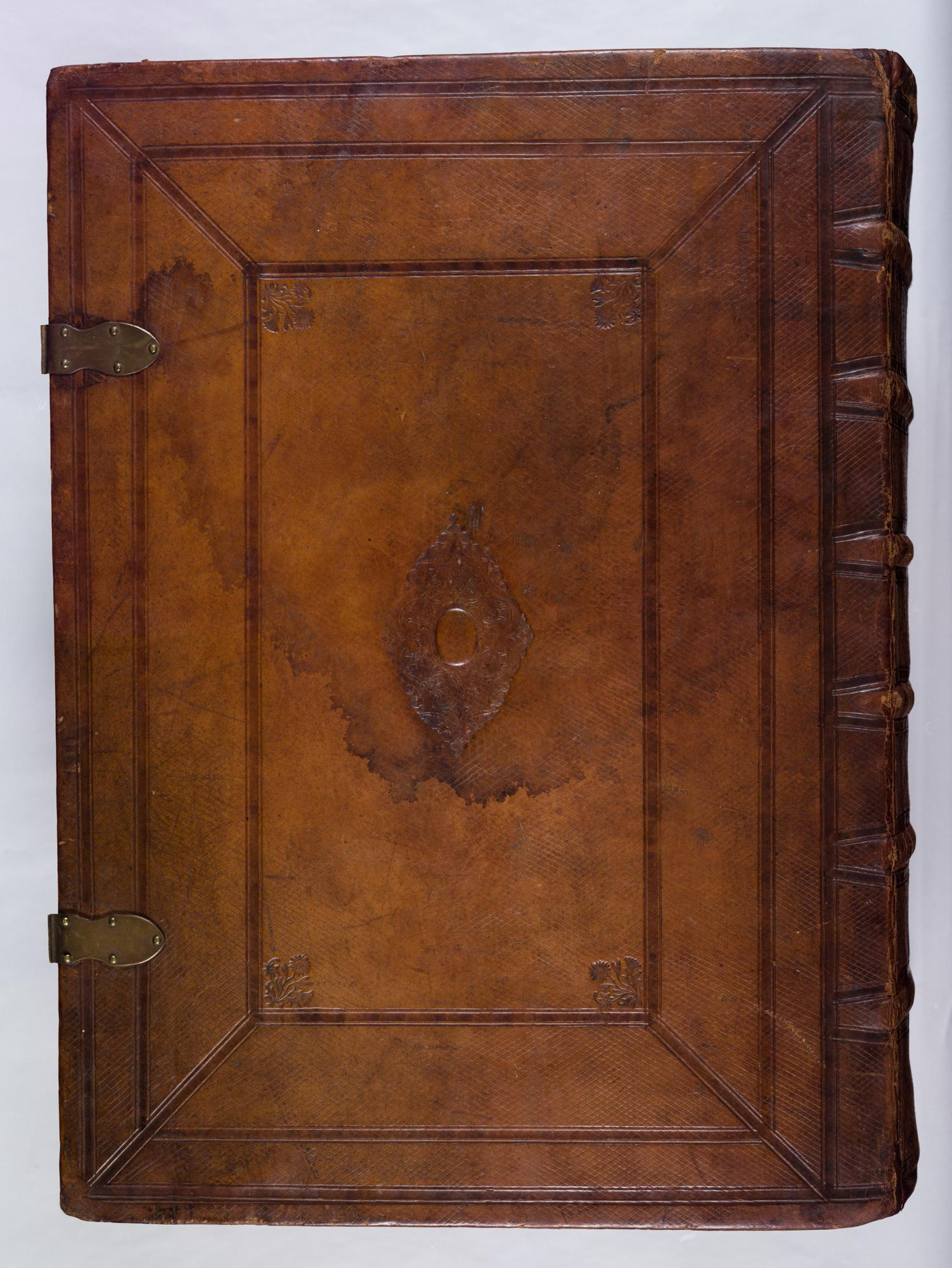
Einband, Vorderseite
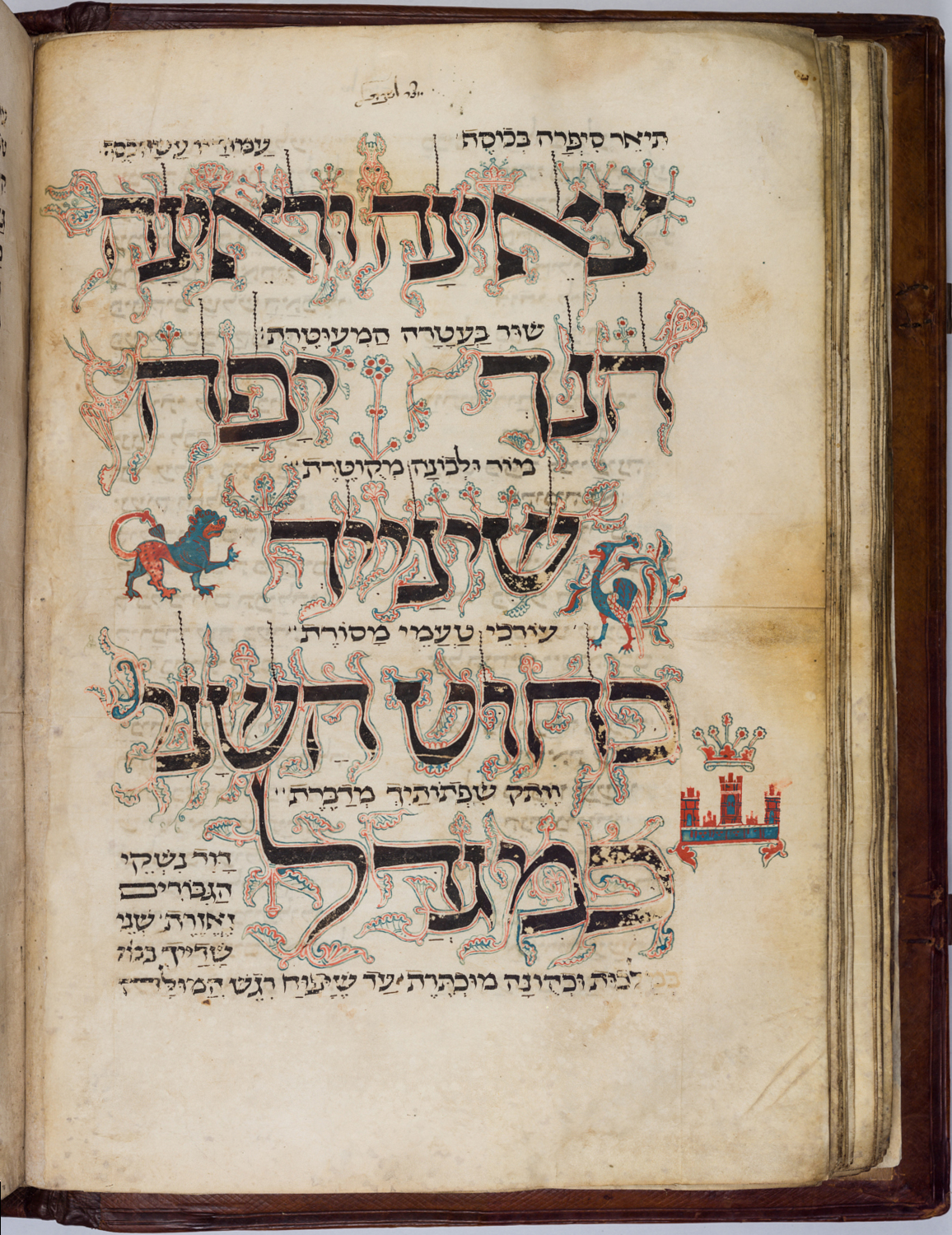
Folium 58v
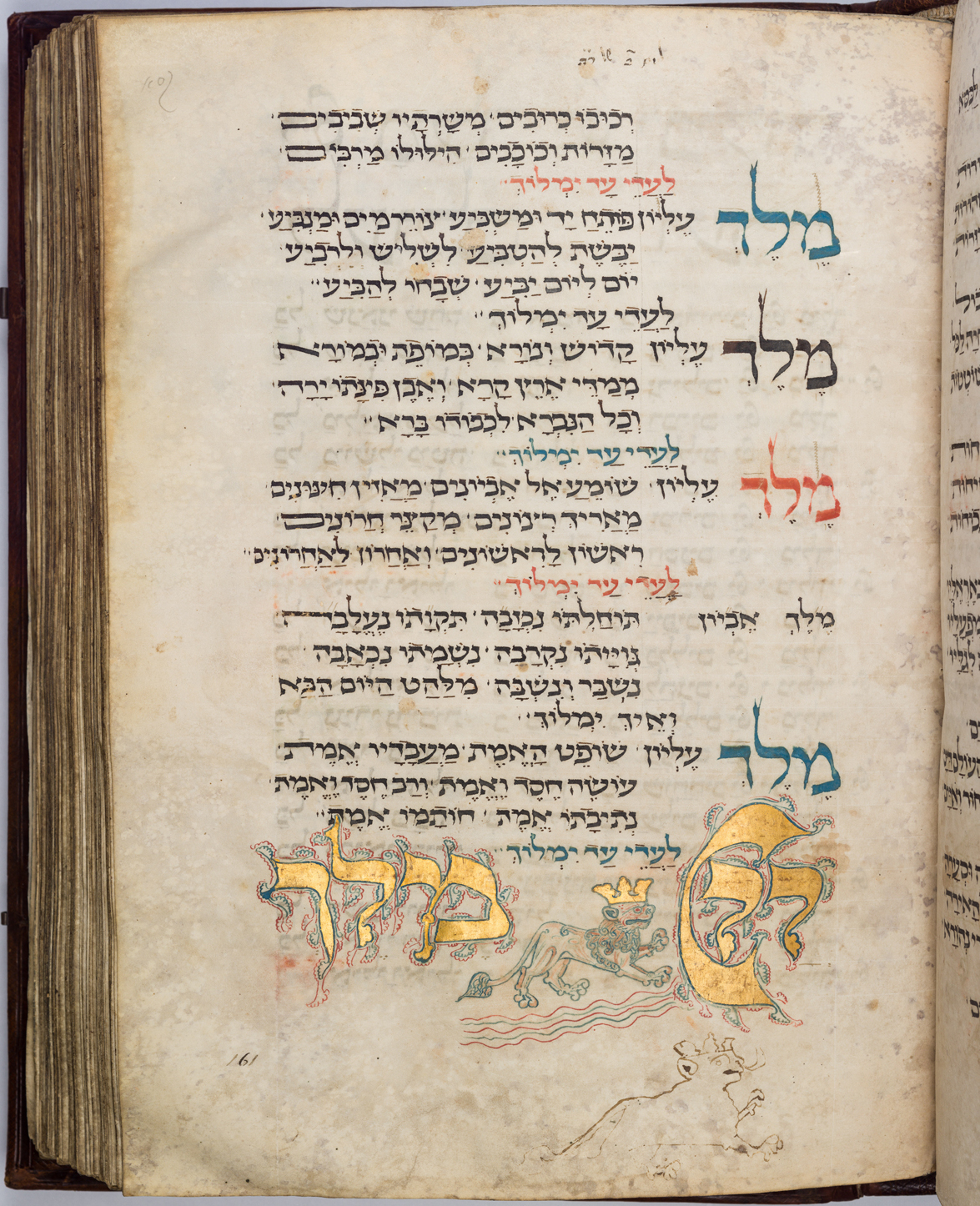
Folium 161r
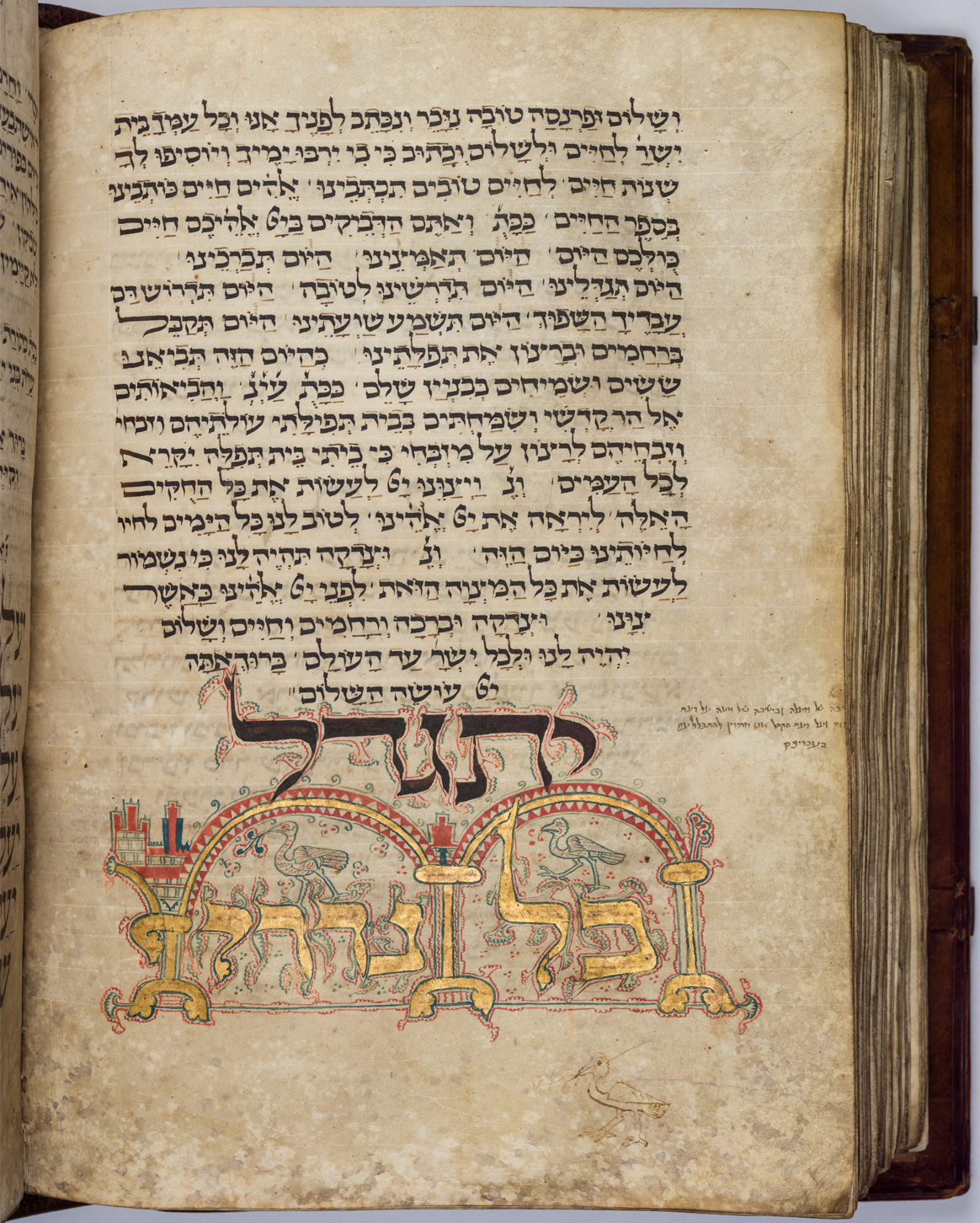
Folium 180v